# Moteur M 100 Mercedes-Benz
Le moteur M 100 est un moteur thermique automobile à combustion interne, fabriqué par Mercedes-Benz entre 1963 et 1981. En 1971, il a été modifié par le préparateur automobile AMG. Il ne remplace aucun moteur et ne sera pas remplacé.
Il a principalement équipé la limousine Mercedes-Benz 600 dès sa commercialisation en 1963. Il a également équipé d'autres berlines grand luxe de la marque allemande tel que la 300 SEL 6.3 (Type 109) ou la 450 SEL 6.9 (Type 116).

## Performances
| Moteur *   | Désignation | Cylindrée         | Performance                    | Couple               |
| ---------- | ----------- | ----------------- | ------------------------------ | -------------------- |
| M 100 E 63 |             | 6 332 cm3 (6,3 l) | 183 kW (250 ch) à 4 000 tr/min | 500 N m à ... tr/min |
| M 100 E 68 |             | 6 835 cm3 (6,8 l) | 314 kW (428 ch) à 5 500 tr/min | 608 N m à ... tr/min |

*Légende : M = Motor (moteur) ; 100 = type ; E = Saugrohreinspritzung (injection indirecte, dans le collecteur d'admission) ; chiffre 63/68 : cylindrée.

## Utilisation
| Variante   | Classe / Série | Type     | Modèle                               | Année       |
| ---------- | -------------- | -------- | ------------------------------------ | ----------- |
| M 100 E 63 | —              | Type 100 | 600                                  | 1963 - 1981 |
| M 100 E 63 | Heckflosse     | Type 109 | 300 SEL 6.3                          | 1968 - 1972 |
| M 100 E 63 | Heckflosse     | Type 109 | 300 SEL 6.3 course                   | 1967 - 1968 |
| M 100 E 68 | Heckflosse     | Type 109 | 300 SEL 6.8 AMG « Red Pig »          | 1971        |
| M 100 E 68 | Heckflosse     | Type 109 | 300 SEL 6.8 AMG « Red Pig » Répliqua | 2006 ; ...  |
| M 100 E 68 | Sonderklasse   | Type 116 | 450 SEL 6.9                          | 1975 - 1979 |
|            |                |          |                                      |             |

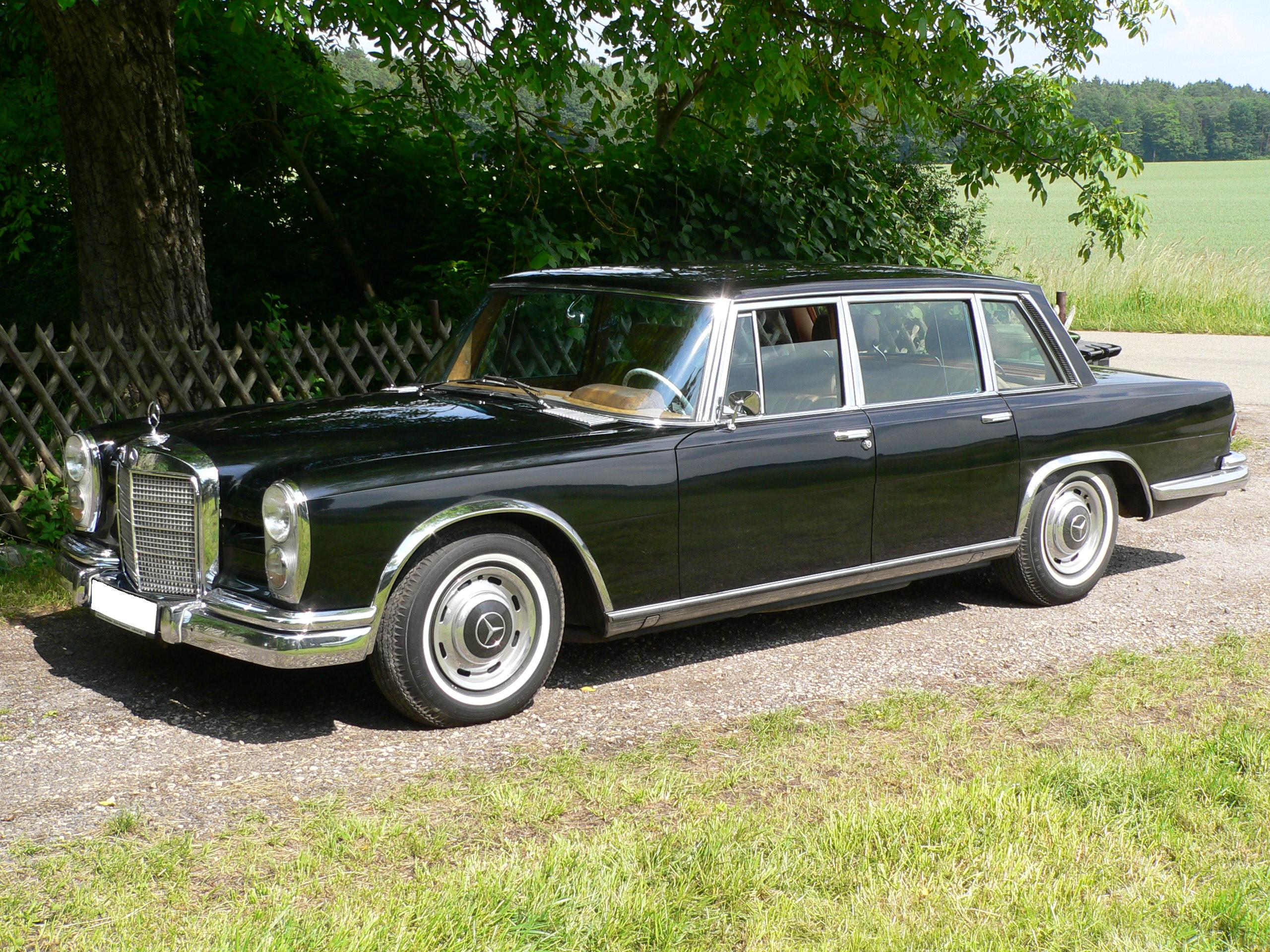
600.
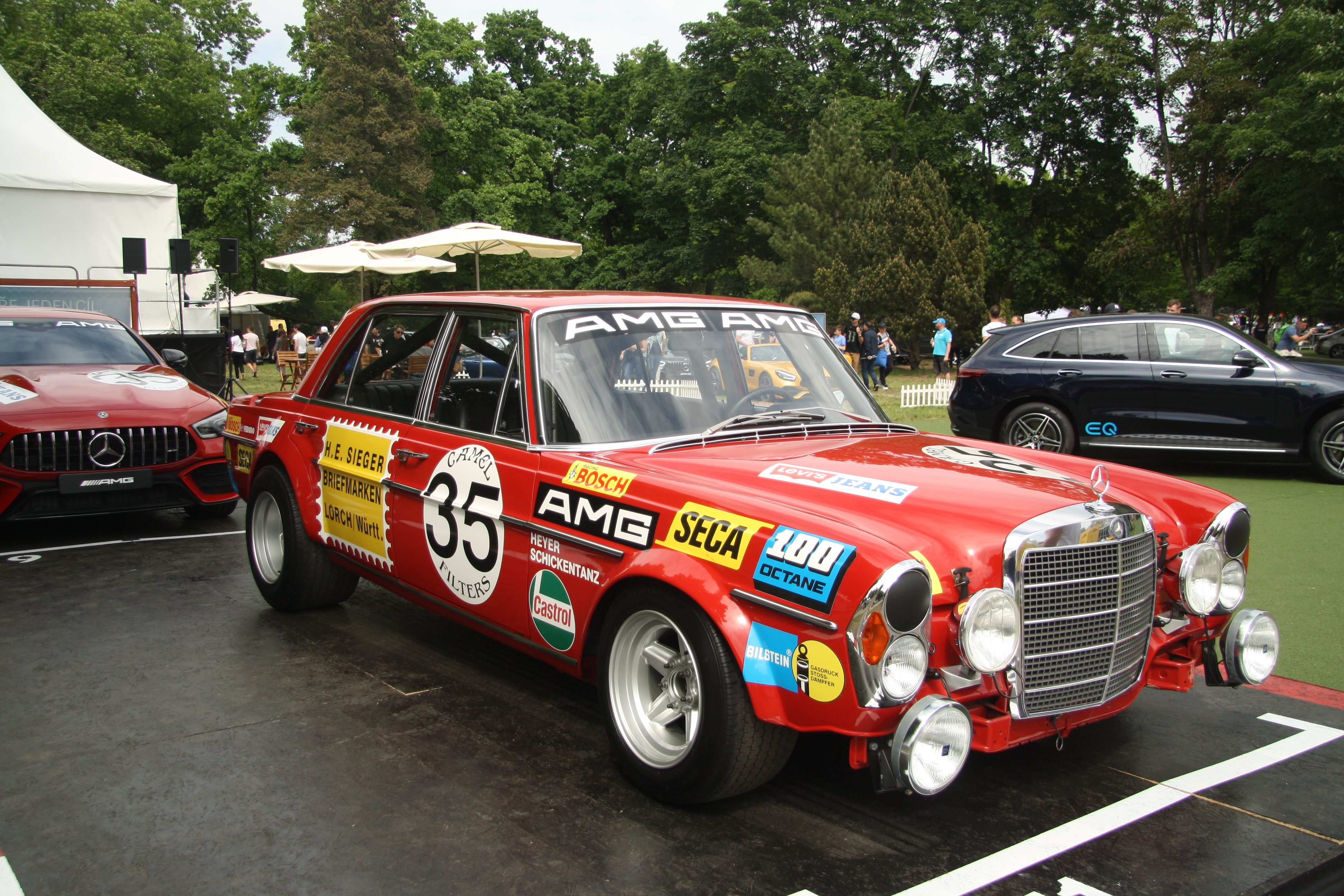
300 SEL 6.8 AMG « Red Pig ».
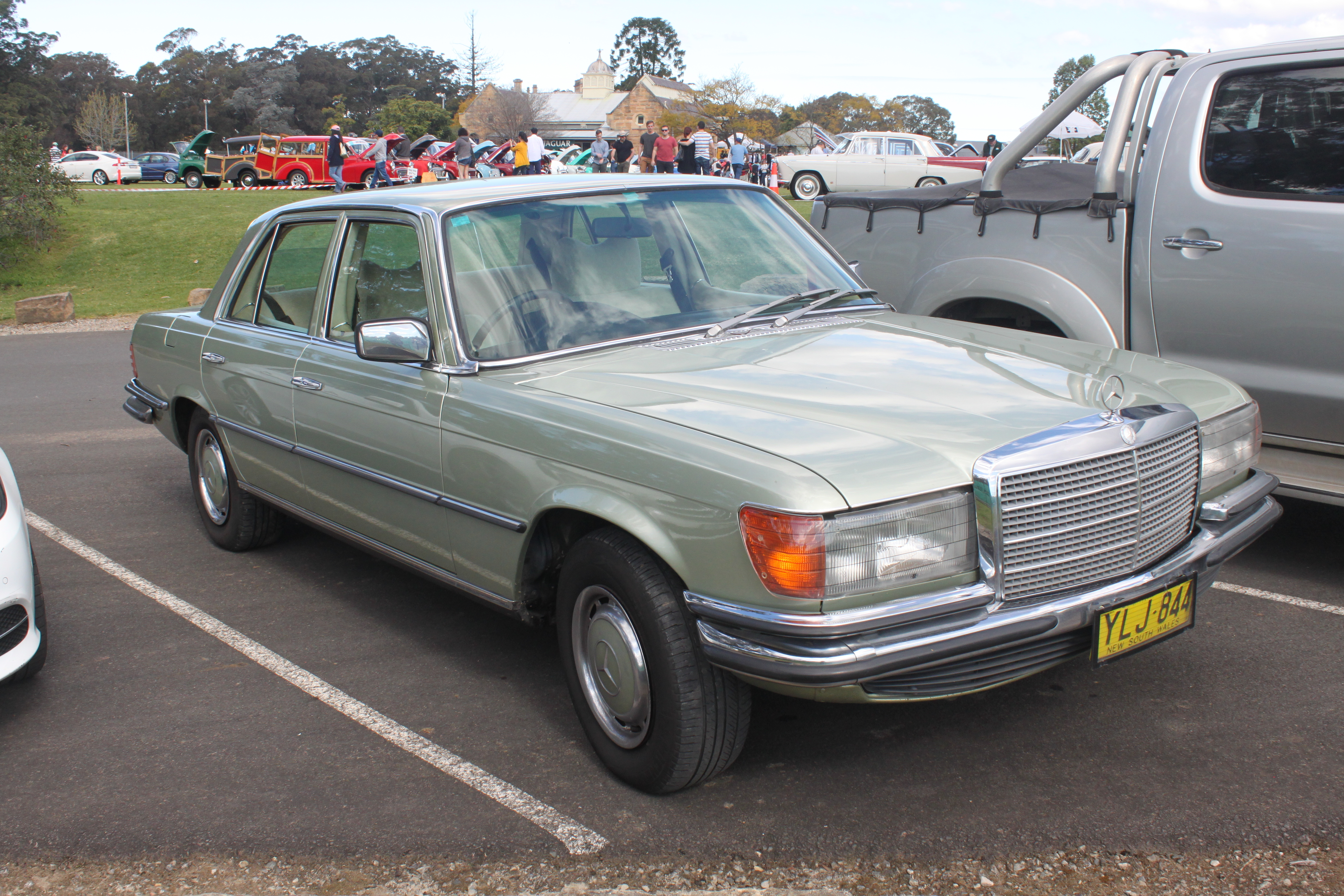
450 SEL 6.9.